# Interceptor

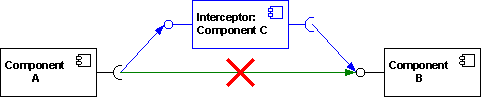
Példa interceptor használatára

A számítógép-programozásban az interceptor programtervezési mintát akkor használják, ha a keretrendszer illetve programrendszer változtatni akar szokásos működési ciklusán. Például egy webszerver megkap egy URI-t a böngészőből, megkeresi a fájlt a lemezen, megnyitja a fájlt, és tartalmát elküldi a böngészőnek. Mindegyik lépés megváltoztatható, például az URI leképezése fájlnévre, vagy egy lépés beiktatásával, ami további feldolgozást végez a fájl tartalmán.
A minta kulcs aspektusai, hogy a változás transzparens, és automatikusan működésbe lép. Lényegében a rendszer többi részének nem kell tudnia a változásról, és úgy működhetnek, ahogy korábban. Ennek megkönnyítésére a változásokhoz meg kell valósítani az interceptort, ami egy előre definiált interfész, és ezt egyfajta diszpécser mechanizmusba regisztrálni. A környezet objektumok lehetővé teszik a keretrendszer belső állapotához való hozzáférést.
Tipikus felhasználók a webszerverek, az objektum-  és üzenetorientált köztes rétegek.
A megvalósításra példa a Java EE részeként a  javax.servlet.Filter.
Hasonló helyzetek megoldására alkalmas az aspektusorientált programozás, aminek nincs szüksége a minta összetevőire. 

## Fordítás
Ez a szócikk részben vagy egészben  az   Interceptor pattern című angol Wikipédia-szócikk fordításán alapul.  Az eredeti cikk szerkesztőit annak laptörténete sorolja fel. Ez a jelzés csupán a megfogalmazás eredetét és a szerzői jogokat jelzi, nem szolgál a cikkben szereplő információk forrásmegjelöléseként.